# خشکی دهان
خُشکی دَهان یا زروستومی یا گزروستومی (Xerostomia) نوعی بیماری است که در اثر کاهش ترشح بزاق ایجاد می‌شود. از آنجا که بزاق در دهان با داشتن پادزهرها و ایمنو گلوبولین، مواد بافر و خنثی کننده اسید محلول در آب نقش حفاظتی علیه میکروب‌های عامل پوسیدگی دندان و عفونت لثه را دارد، کاهش ترشح آن و خشکی دهان منجر به ایجاد پوسیدگی و انواع عفونت در دهان می‌شود.

خشکی دهان عوامل مختلفی دارد از جمله افزایش سن، نارسائی غدد بزاقی و مصرف برخی داروها و مواد مخدر.